# Hamis a baba
A Hamis a baba magyar akcióvígjáték, melyet 1991-ben készítettek. A híres Ötvös Csöpi főszereplésével készült sorozat negyedik része.

## Cselekmény
A film kezdetén érdekes jelenetnek lehetünk tanúi. Kardos doktor, akivel ilyen ritkán fordul elő, egy sikeres piaci razzia során kábítószerneppereket fülel le, akik a rendőrség által már rég keresett port igyekeznek terjeszteni. A sikeres fogást örömmel újságolja el felettesének Füreden a kapitányságon, megemlítve, hogy az egyik nepper vallomása szerint a port egy Szekér Pipi nevezetű illetőtől kapta. Ezek után egy másik szál is indul, melynek során egy számunkra ismeretlen ember látogatást tesz Szekér Pipinél, és kérdőre vonja, amiért loptak a kábítószer-szállítmányból. A nő hallani sem akar a dologról, de a látogató lelövi, és egy cédulát tesz mellé: „Így jár minden tolvaj”. A rendőrség nyomozni kezd a gyilkosság ügyében, és kiderül, hogy a lelőtt nő férje Gonda Béla kamionsofőr. Hamarosan egy ismeretlen motoros Gondát is lelövi a kamionjában a Chiemsee mellett.
A füredi kapitányságon feltünedezik egy Oszkár nevezetű mindenes, gondnok-szerű férfi, akiről még semmit nem tudunk, de mindig az őrszobán sündörög. Kiderül, hogy a kamionsofőr a lövéstől csak megsérült, és kórházba került. Kardos doktornak segítség kell, de a főnöke továbbra is neheztel Ötvös Csöpire, akit időközben kirúgatott a rendőrségtől. Nagy nehezen mégis belemegy, hogy Kardos a segítségét kérje, hiszen pont a Chimseenél van, egy vitorlásversenyen. Az együttműködés viszont most már csak a Purci és társa cégen keresztül működik, ahol Ötvös a csendestárs. Ide megy el Kardos doktor megkötni az egyezséget. Purci úr fura figura, minden hájjal megkent öreg vagány, aki a néhai előkelő családból származó Srasszer Margit fia, de mint ilyen mégis ápolja kapcsolatait volt orosz és kommunista „testvéreivel”. Mint mondja, igen, ő kommunista, de apai ágon. Kapcsolataiból mégis remek dolgokat profitál: fegyver és kézigránát, sőt még tank is bérelhető vagy lízingelhető nála. Végül megállapodnak, és Ötvös Csöpi beszáll a nyomozásba.
Először is meglátogatja a kórházban Gondát, aki elég rossz állapotban van, de mikor kiderül hogy a feleségét megölték, néhány szót mégis tud mondani neki. „Kalinikta, Athén, holnapután”. Ezekkel az információkkal indul a nyomozás. Gondát mindezek után – a rendőri őrizet ellenére – lelövik a kórházi ágyán. Ötvös Gonda volt sofőrtársa, Sebes Jenő mellé szegődik, és együtt utaznak a kamionnal Münchenbe egy jótékonysági árverésre. Kiderül, hogy kis kerámia babákat visznek, amelyeket éjszaka egy banda megpróbál elrabolni, és kicserélni másikra. Ezt Ötvös megakadályozza, mert szétpofozza a dicső társaságot. A kamionban talál egy fényképet, melyen Gonda látható egy athéni barátjával. Adott tehát, hogy oda is el kell majd látogatni. Annál is inkább, mert a kamion is annak a narancsszállító cégnek dolgozik, ahol a kép készült. Az árverésen ismerkedünk meg a kis Ricsivel, aki az árvaház lakója, és Ötvössel egyből barátságot köt. Végül az árverésen a figurákat 2000 márkáért megveszi egy ember. Mikor kiderül, hogy Ötvös Athénba készül, Ricsi vele akar tartani, de Ötvösnek ez nem nagyon tetszik, így a gyereket taxiba teszi. Ő viszont a repülőtérnél kirakatja magát a taxiból, és lopott repülőjeggyel feljut ugyanarra a gépre, amelyen Ötvös is utazik.
A narancstelepen az időközben megérkezett Kardos doktorral keresik Gonda barátját, de az szőrén-szálán eltűnik. Viszont a címét sikerül megtudni, ahol azonban csak a feleségét találják otthon. Őt már felkereste néhány sötét alak, akik a lakásban rejtőznek, mikor a vendégek megérkeznek. Az asszony annyit azért a tudomásukra hoz, hogy a Kalinikta egy hajó neve. Ezért hát irány a kikötő. Időközben Purci úr segítséget küld Csöpinek Bögyös Maca személyében, aki barátnőjével bekapcsolódik a nyomozásba. Közben a kis Ricsi is a nyomukban van. Nagy nehezen megtalálják a Kalinikta nevű hajót, amely átragasztott névvel Vagabonde-ként áll a kikötőben. Kardos doktor és Ricsi fellopakodnak a hajóra. Bögyös Maca is feljut, és baráti viszonyba kerül a bandával. A probléma az, hogy Kardos hamar lelepleződik, és megkötözve az egyik kabinba kerül. A kis Ricsi közben kifigyeli, hogy a hajón kábítószer csomagolás zajlik, méghozzá műanyag narancsokba. Ebből sikerül egyet elcsennie, és miután kiszabadítják Kardost, a narancsot elküldik vele Ötvösnek. Ötvös hamar rájön, hogy a kábítószert a műanyag narancsokban az igazi narancsszállítmánnyal csempészik ki, és azok a kamionok viszik Magyarországra, amelyek közül az egyiket Gonda vezette. A narancstelepen viszont semmit nem találnak. Persze, mert mint kiderül, a műnarancsokat később csempészik az igaziak közé. Kardos azt hiszi, már maga is boldogul, és a Magyarországra tartó kamion után ered. Pechjére valahol lemarad, és a narancsokat útközben átveszi az az ember, aki korábban a Gonda-házaspárt eltette láb alól. Mivel ő ezt nem tudja, a már tiszta kamiont követi tovább. Fogalma sincs mi történt, ismét Ötvös segítségét kéri.
Közben találnak egy felvételt, amit a biztonsági kamera rögzített a kamionos meggyilkolásakor, a kórházban. Ötvös és Purci úr felismeri, hogy a képen Színész Bob látható, egy volt színész, aki a tihanyi kikötőben vitorlamester. Purci úr és emberei figyelni kezdik tehát Színész Bobot. Sebes Jenő, Gonda társa felkeresi Színész Bobot, és megpróbálja megzsarolni azzal, amit a kábítószerbizniszről tud. Számításába egy kis hiba csúszik, mert pénz helyett golyót kap. Színész Bob, akiről időközben kiderül, hogy azonos az ismeretlennel, aki a narancsokat átvette, a kábítószert olyan kis kerámia babákba rakja át, amilyeneket Münchenbe vitt az előző kamion. Mint kiderült, ezeket maga gyártja a keramikusműhelyében. Ötvös ebből jön rá, hogy ezekben csempészhetik a kábítószert. Egy ismerősével készíttet ugyanilyen üres babákat, hogy egy alkalmas pillanatban kicserélje az eredetieket. Ebben segítségére van Bögyös Maca, aki stopposként bájaival elcsábítja a babákat szállító kábítószerfutárt, és meghívatja magát egy csárdába. Miközben Purci úr eltereli a figyelmet, az utánfutót észrevétlenül sikerül kicserélni. Így a kamion az üres babákkal indul Münchenbe.
A banda ezt viszont nem tudhatja, és az árverésen igyekszik megszerezni őket. Kardosék kitalálják, hogy jól fel kell verni az árverésen a babák árát, mert aki minden pénzt megad értük, az a tettes. Mellesleg ezzel az árvaházat és a kis Ricsit is megtámogatják anyagilag. Az árverés után azonban egy kis malőr támad, mert követni próbálják a babákat, de a sofőr lerázza őket. Még szerencse, hogy Ricsi – egy Ötvöstől lopott kis jeladóval – elrejtőzött a csomagtartójában. Így eljutnak egy házhoz, ahol a banda megpróbálja kicsomagolni a kábítószert, de a kommandósok érkezése megzavarja őket. Előkerül az athéni narancstelep igazgatója is, akiről kiderül, hogy ő mozgatja a háttérből az egész csempészbandát, és övé volt a Kalinikta nevű hajó is.
Csak egyetlen dolog nem tiszta még: hogy honnan voltak mindig ilyen pontos információik a banda tagjainak, hogy mindig a rendőrök előtt jártak. Ötvös egy jó ötlettel bebizonyítja, hogy a rendőrségen tébláboló Oszkár valójában Színész Bob volt, aki ilyen módon szerezte a híreket. Csak egy dologra nem gondolt, hogy az első áldozat mellett hagyott üzenet kézírása buktatja le: „Így jár minden tolvaj”.

## Szereplők
- Bujtor István – Ötvös Csöpi
- Kern András – Kardos Doktor
- Sörös Sándor – Színész Bob / Oszkár
- Kozák László – Purci úr
- Tuza Ritter Bálint – Ricsi
- Avar István – Tolnai Béla százados, balatonfüredi rendőrkapitány
- Kopekin Györgyi (hangja: Kocsis Mariann) – Bögyös Maca
- Kállay Ilona – árverési kikiáltó
- Gór Nagy Mária – Micike, titkárnő
- Papadimitriu Athina (hangja: Pregitzer Fruzsina) – Nikosz Sztálikisz felesége
- Körtvélyessy Zsolt – igazgató
- Hollósi Frigyes – babaszállító
- Raksányi Gellért – Berger
- Nyertes Zsuzsa – Zsuzsi
- Prókai Éva – Ági
- Prókay Annamária – stewardess
- Méhes László – Szenes, kamionsofőr
- Tóth-Tahi Máté – Szabó Jocó, kamionsofőr
- Szilágyi István – Szivar, Purci úr embere
- Kerekes József – Purci úr embere
- Kaszás Géza – Purci úr félszemű embere
- Téri Sándor – Günter
- Konrád Antal – kamiontelep-vezető
- Márton István – kábítószercsempész
- Piroch Gábor – "Nokedli"
- Szabó Géza (hangja: Áron László) – Buci
- Bács Kati – Szekér „Pipi” Ilona
- Lippai László – Sebes Jenő, Gonda Béla kamionos társa.
- Kökényessy Ági – pincérnő
- Maszlay István – étteremvezető
- Kamuti Jenő – orvos
- Sipka László – Férfi a kaszinónál
- Halász László – Utas a reptéren
- Martin Márta – feleség a reptéren
- Lugosi György – megfigyelő
- Könyves Zsuzsa – lány a jachton
- Závodszky Noémi – keramikus
- Posta Lajos – benzinkutas
- Zsebők János – Hans
- Sipos István – taxiutas
- Juhász Illés, Kárász Zénó, Urmai Gábor – Kardos emberei
- Dimitris Mitropanos – görög énekes (önmaga szerepében)
- Szenes László – ?
- Szinapidis Miklós – ?

## Érdekességek
- 1991 legnézettebb filmje Magyarországon.
- A Ricsit játszó Tuza Bálint elmondta, hogy úgy kaphatta meg a szerepet, ha el tudja lopni Bujtor István óráját.
- Kardos doktor a filmben egy helyen ezt mondja Ötvös Csöpiről: „Igen [megütötte Lajoska urat], mert nem akarta visszaadni neki a nagyapja éttermét. És ráadásul cégérként még mindig az öreg Csöpi bácsi nevét használják.” Ez utalás a rendező családjára. Bujtor István nagyapja a híres étterem tulajdonosa, Gundel Károly volt, akitől 1949-ben államosították a Gundel éttermet. A rendszerváltozás követően, a privatizáció során a Gundel család nem kapta vissza az éttermet.
- 2008-2009-ben az m1 egy vágott verziót sugárzott, ami 5 perccel rövidebb volt, így nem tartalmazott néhány jelenetet, mint például a kaszinós jelenetet, amikor Csöpi és Doktor a soproni kaszinóban játszanak, és Kardos melléfogásainak köszönhetően sikerül nyerniük, vagy amikor Csöpi ledobja a bóját a vízbe dobott halotthoz, vagy amikor megfejtik, hogy honnan jönnek a vészjelek, stb.
- A történet egyik pontján Kardos a tengerben evickél, segítségért kiabál, a helikopteren érkező Ötvös pedig egy palack Unicumot dob neki. A jelenet nyilvánvaló utalás az Unicum híres reklámképére.

## Nézettség
A nézettségi adatok szerint 223 421 jegyet adtak el rá.